# Marcel·lí de Cartago
|  | Per a altres significats, vegeu «Marcel·lí». |

Marcel·lí de Cartago (Toledo, segle IV - Cartago, 423) fou un tribú i diplomàtic hispanoromà. És venerat com a sant per totes les confessions cristianes.

## Biografia
Va néixer a Toledo, en una rica família, relacionada amb la Gens Flavia. Amic d'Agustí d'Hipona, que li dedicà el primer llibre de Civitas Dei, va mantenir correspondència amb Jeroni d'Estridó. Tribú de l'exèrcit i conseller de l'emperador Honori, va ésser enviat el 411 a Cartago, amb el seu germà Aprigi, procònsol d'Àfrica, per resoldre la crisi política sorgida arran de l'heretgia donatista.
A Cartago, Marcel·lí va actuar com a tribú i notari i va presidir un sínode amb 286 bisbes catòlics i 279 de donatistes, on es va condemnar el donatisme i s'instà als bisbes heretges a tornar a l'ortodòxia. Els donatistes ho refusaren i, per tal d'evitar que hi hagués accions oficials, van acusar Marcel·lí i Aprigi de corrupció i complicitat amb Heraclià, usurpador de l'Imperi. El 413 van originar una insurrecció militar, sufocada per l'exèrcit imperial.
El general Marí, però, enviat per l'emperador per combatre Heraclià i partidari dels donatistes, va emetre una condemna de mort contra Marcel·lí, per l'acusació de traïció que li havien fet. Agustí d'Hipona va intervenir en va en favor seu, però Marí, amb plens poders, va fer decapitar el tribú i el seu germà abans que pogués arribar cap contraordre de Roma; l'execució va ésser el 12 de setembre.
L'emperador Honori va reconèixer que la sentència era arbitrària i la va anul·lar, però va arribar tard. Es van aprovar i confirmar totes les decisions que havia pres, i l'Església catòlica el va proclamar màrtir. Sant Agustí i sant Jeroni van escriure el seu elogi funerari.